# Salto do Céu
Salto do Céu este un oraș în Mato Grosso (MT), Brazilia.